# Club Atlético Central Norte
O Club Atlético Central Norte, conhecido como Central Norte ou simplesmente Central, é um clube clube esportivo argentino da cidade de Salta, capital da província homônima, fundado em 9 de março de 1921. Sua principal atividade é o futebol, onde atualmente a equipe masculina participa da Torneo Federal A, a terceira divisão regionalizada do futebol argentino para as equipes indiretamente afiliadas à Associação do Futebol Argentino (AFA), entidade máxima do futebol na Argentina. Seu estádio é o estádio Dr. Luís Güemes que também fica em Salta e conta com capacidade aproximada para 4.000 espectadores.
Seu fundador, e também primeiro presidente, foi Pedro Ramón Pastore, um comerciante da cidade de Salta. O clube obteve seu nome da ferrovia que cruzava a província de Salta, a Ferrocarril Central Norte Argentino. Por esta mesma razão, adotaram as cores negras, da qual ganharam os apelidos "cuervos" / "azabaches". Anteriormente, também foram chamados "ferroviários".

## Títulos
| NACIONAIS      | NACIONAIS                       | NACIONAIS | NACIONAIS        |
| Divisão        | Competição                      | Títulos   | Temporadas       |
| -------------- | ------------------------------- | --------- | ---------------- |
| Quarta Divisão | Torneo Argentino B              | 2         | 2005–06, 2009–10 |
| Quarta Divisão | Torneo Regional Federal Amateur | 1         | 2019             |